# Дубовий Володимир Кирилович
Володимир Кирилович Дубовий (19 липня 1946, м. Полтава) — український математик, доктор фізико-математичних наук, завідувач кафедри вищої математики фізичного факультету Харківського державного університету.

## Біографія
Володимир Дубовий народився в м. Полтава, в сім'ї військовослужбовця. В 1963 році закінчив середню школу та вступив до Харківського Державного Університету на механіко-математичний факультет. З четвертого курсу, керівником молодого математика був М. С. Лівшиць (видатний спеціаліст по неасоційованих та неунітарних операторах). Після закінчення університету (1968) почав працювати в ньому.
В 1972 році захистив кандидатську дисертацію. В 2004 році захистив докторську дисертацію.
В різні роки працював на кафедрах математичної фізики, математичного аналізу, також керував кафедрою вищої математики фізичного факультету. Розробляє питання теорії аналітичних функцій та теорії операторів. Вивчав теорію матричних інтерполяційних задач аналізу, розсіювання по внутрішніх каналах відкритої системи, працював над вирішенням матричної проблеми Шура, і досліджував явища псевдопродовжуваності Шуровської функції.
Володимир Кирилович автор більше ніж 50 наукових робіт. Був керівником кандидатських дисертацій багатьох українських математиків та фізиків.

## Основні праці
- On some extremal problem connected with the suboperator of the scattering through inner channels of the system // Доп. НАНУ. 1997. № 4 (співавтор);
- Measure Schur complements and spectral functions of unitary operators with respect to different scales // Operator Theory, Advances and Applications. 2001. Vol. 123 (співавтор);
- Shift operators contained in contractions, Schur parameters and pseudocontinnable Schur functions // Там само. 2006. Vol. 165.